# Contea di Xianfeng
La contea di Xianfeng (咸丰县S, Xiánfēng XiànP) è una contea della Cina, situata nella provincia di Hubei e amministrata dalla prefettura autonoma tujia e miao di Enshi.